# Sables (film)
Pour les articles homonymes, voir Sables.

Sables est un film français réalisé par Dimitri Kirsanoff et sorti en 1927.

## Synopsis
M. de Varennes abandonne sa famille à Alger, et part dans le désert avec sa maîtresse.

## Fiche technique
- Réalisation : Dimitri Kirsanoff
- Scénario : Stefan Markus
- Producteur : Stefan Markus
- Lieux de tournage : Studios de la Victorine[1]
- Directeur de la photographie : Roger Hubert, Jules Kruger, Gaetano Di Ventimiglia
- Décorateur : 	Jacques-Laurent Athalin
- Genre : Mélodrame
- Durée : 60 minutes

## Distribution
- Colette Darfeuil : Gladys
- Edmond van Daële : M. de Varennes
- Gina Manès  : Mme de Varennes
- Nadia Sibirskaïa : Yvonne